# 利渉県
利渉県（りしょう-けん）は中華人民共和国吉林省にかつて存在した県。現在の長春市農安県一帯に相当する。
遼代に黄竜府の府治として設置された黄竜県を前身とする。金代になると利渉県と改称され、隆州の州治とされた。元代に廃止された。